# Câmpia Turzii
Câmpia Turzii (hongaars: Aranyosgyéres) is een stad in het district Cluj, in de regio Transsylvanië, Roemenië.
Tot 1911 had de plaats als officiële Hongaarse naam: Gyéres, daarna werd de naam van de rivier de Aranyos er aan vast geplakt. In 1918 namen de Roemenen het gebied Transsylvanië in en werd de naam vertaald in het Roemeens: Ghiriș-Arieș. De dorpen Ghiriș-Arieș (Gyéres) en Ghiriș-Sâncrai (Gyéresszentkirály) fuseerden in 1925 en daarmee kreeg de plaats haar huidige naam Câmpia Turzii. In 1950 kreeg de plaats stadsrechten en 1998 een municipum onder de Roemeense wet.
Onder de Duitse bevolking werd de stad Jerischmarkt (of Gieresch) genoemd. Dit was in de Habsburgse tijd ook de officiële Duitse naam. 

## Bevolking en geschiedenis
Het dorpje Gyéres telde in 1900 circa 2000 inwoners. Hiervan behoorde de helft tot de etnische Hongaren en de andere helft tot de etnische Roemenen. Nadat de plaats in handen kwam van de Roemenen en men name na de Tweede Wereldoorlog nam de bevolking snel toe. Er werden fabrieken geopend en er kwam een grote toestroom van veelal Roemeense arbeiders naar de nieuwe stad Câmpia Turzii. De bevolking piekte in de jaren 80 op net geen 30.000 inwoners. Inmiddels is het aantal gedaald naar rond de 20.000. Hiervan vormen de Roemenen de grote meerderheid, de Hongaren zijn met circa 6% van de bevolking nu een minderheid. Aan de historische gebouwen is echter duidelijk af te lezen dat de oude Hongaarse Gereformeerde en Rooms Katholieke kerken behoren tot de oudste bouwwerken. De grote Roemeense Orthodoxe kerk dateert bijvoorbeeld pas uit 1951.
| Etnische samenstelling bevolking Câmpia Turzii |          |          |       |
| jaar                                           | Roemenen | Hongaren | Roma  |
| 1850                                           | 49%      | 40%      | 10%   |
| 1900                                           | 49%      | 44%      | *     |
| 1930                                           | 51%      | 38%      | 3%    |
| 1956                                           | 80%      | 19%      | 0,7%  |
| 1977                                           | 86%      | 13%      | 1,3%  |
| 1992                                           | 86%      | 9,7%     | 4,1%  |
| 2002 census                                    | 87,03%   | 8,16%    | 4,66% |

De bevolking ontwikkelde zich sinds 1784 als volgt:
- 1784: Ghiriș (Gyéres): 565; Sâncrai (Gyéresszentkirály): 472

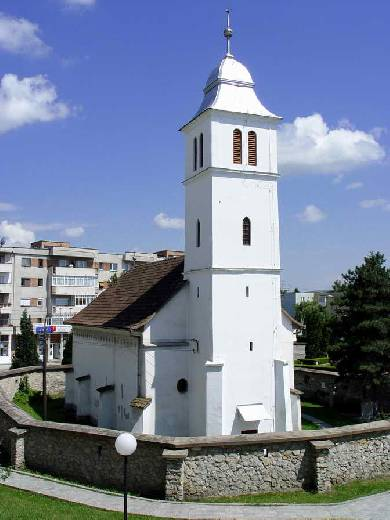
Historische Hongaars Gereformeerde Kerk van Ghiriș (Gyéres)

- 1850: Ghiriș: 1.168; Sâncrai: 487
- 1910: Ghiriș: 1.815; Sâncrai: 704
- 1930 census: 4.124
- 1948 census: 6.310
- 1956 census: 11.518
- 1977 census: 22.418
- 2002 census: 26.823
- 2011 census: 22.223

Steden met gemeentestatus: Cluj-Napoca · Turda · Câmpia Turzii · Dej · Gherla

Stad zonder gemeentestatus: Huedin

Gemeenten: Aghireșu · Aiton · Aluniș · Apahida · Așchileu Mare · Baciu · Băișoara · Beliș · Bobâlna · Bonțida · Borșa · Buza · Căianu · Călățele · Cămărașu · Căpușu Mare · Cășeiu · Cătina · Câțcău · Ceanu Mare · Chinteni · Chiuiești · Ciucea · Ciurila · Cojocna · Cornești · Cuzdrioara · Dăbâca · Feleacu · Fizeșu Gherlii · Florești · Frata · Gârbău · Geaca · Gilău · Iara · Iclod · Izvoru Crișului · Jichișu de Jos · Jucu · Luna · Măguri-Răcătău · Mănăstireni · Mărgău · Mărișel · Mica · Mihai Viteazu · Mintiu Gherlii · Mociu · Moldovenești · Negreni · Pălatca · Panticeu · Petreștii de Jos · Ploscoș · Poieni · Râșca · Recea-Cristur · Săcuieu · Săndulești · Săvădisla · Sânncraiu · Sânmartin · Sânpaul · Someșeni · Sic · Suatu · Tritenii de Jos · Tureni · Țaga · Unguraș · Vad · Valea Ierii · Viișoara · Vultureni